# Kris Kross
Kris Kross var en amerikansk musikgrupp (hiphop) från Atlanta i Georgia. Gruppen bestod av Chris Kelly (”Mac Daddy”, född 11 augusti 1978 i Atlanta, död där 1 maj 2013) och Chris Smith (”Daddy Mac”, född 10 januari 1979). Deras tydligaste kännetecken var att bära byxorna bak och fram. År 1992 sålde gruppen såväl guld som platina med låten "Jump".
Flera andra stora artister såsom Eminem, Dr. Dre, 2Pac, Method Man har refererat till Kris Kross i sina låtar. 
Duon upptäcktes av Jermaine Dupri 1991 och året därpå utgavs singeln "Jump".

## Diskografi

### Studioalbum
- 1992 – Totally Krossed Out
- 1993 – Da Bomb
- 1996 – Young, Rich & Dangerous

### Singlar
- "Jump" (1992)
- "Warm It Up" (1992)
- "I Missed The Bus" (1992)
- "It's A Shame" (1992)
- "The Way of Rhyme" (1993)
- "Alright" 1993)
- "I'm Real" (1993)
- "Da Bomb" (1994)
- "Tonite's Tha Night" (1995)
- "Live And Die For Hip Hop" (1996)